# Morrón de la Lagunilla
El Morrón de la Lagunilla o Morrón de Mariné, con 2247 metros de altitud,  es el pico más alto de la sierra de Gádor, en el sur de la provincia de Almería. (España). Con una prominencia de 1323 metros, es además el pico más prominente de la provincia. Administrativamente, se encuentra en el término municipal de Dalías. Algunas fuentes también se refieren a él como Morrón de la Launilla.

## Descripción
Ubicado en la zona conocida popularmente como "El Pelao", es la cota máxima entre todos los Morrones de la sierra, cercanos en altitud. Se trata de una zona alomada, con forma de mole que cae en gran desnivel tanto en su vertiente norte como en su vertiente sur. 
En esta zona son frecuentes las nieves en invierno y el frío suele ser muy intenso, especialmente durante las noches invernales; es fácil que se lleguen a los -12 °C e incluso a los -15 °C.
Tiene vistas a la comarca del Campo de Dalías al sur, y del Valle del Andarax y Sierra Nevada al norte. En cuanto a flora y fauna, cabe resaltar la vegetación de arbustos, pinares y piornales y la población de cabras montesas, jabalíes, águilas reales, perdiceras  y reptiles varios.

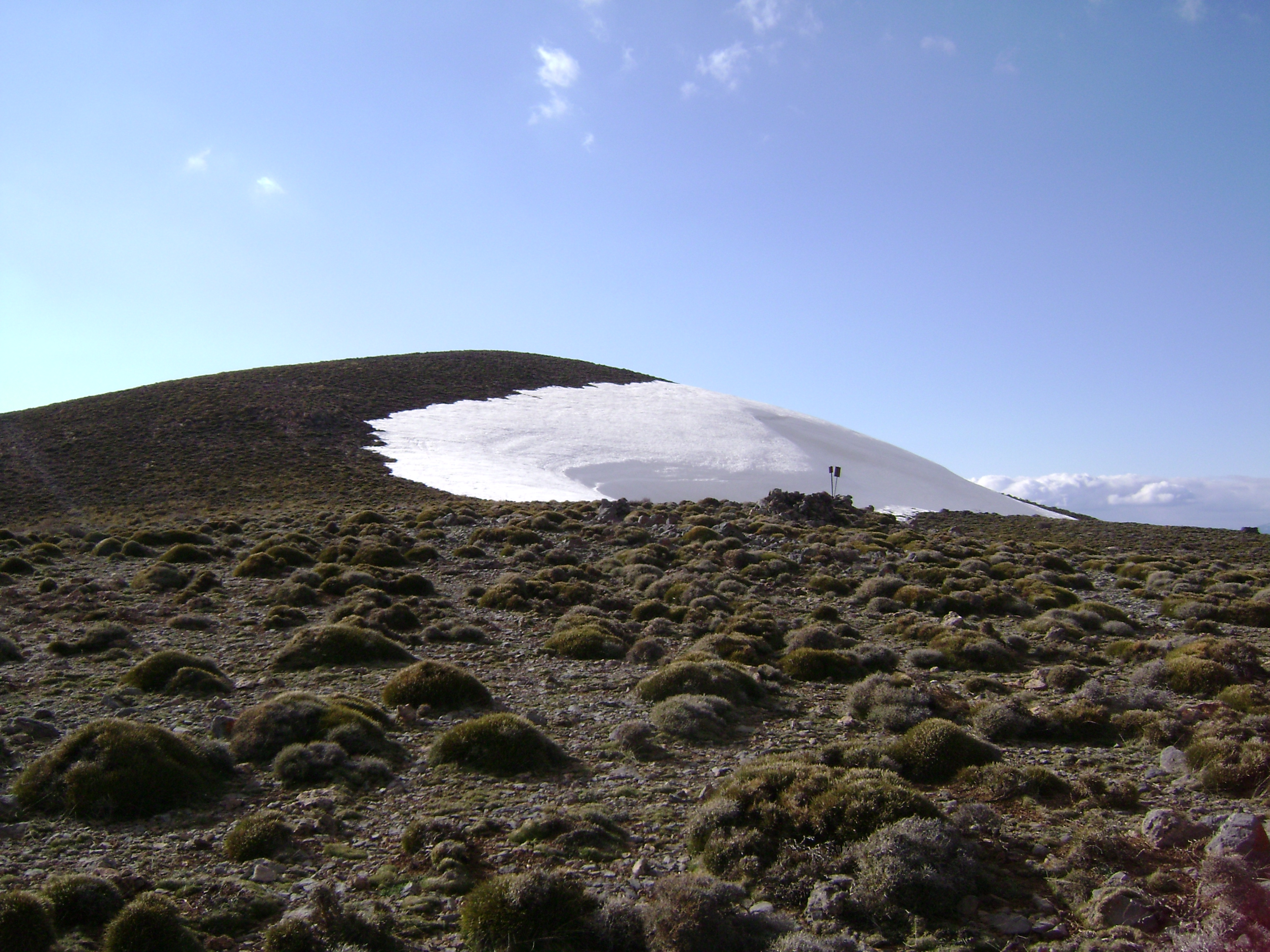
Cumbre del Morrón de Lagunilla o Mariné